# Raúl Mejía
Raúl José Mejía González (Tepic, Nayarit, 4 de abril de 1954) es un economista y político mexicano. Candidato a Gobernador del Estado de Nayarit en las elecciones del 2017. Su trayectoria como servicio público incluye los cargos de presidente municipal de Tepic, senador de la República, diputado federal y diputado local por Nayarit.

## Biografía

### Formación y trayectoria
Estudió la carrera de economía en la Universidad de Guadalajara entre 1970 y 1975, y se desempeñaría como investigador y académico en esta área durante sus primeros años como profesional. Al terminar de estudiar la licenciatura, ingresó a la Maestría en Economía Centro de Investigación y Docencia Económicas, de la cual egresó en 1977. Ese mismo año se convierte en catedrático en la Facultad de Economía y Administración de la UdeG, hasta 1979; también, trabajó como asesor técnico en la Delegación Jalisco de la Secretaría de Agricultura y Recursos Hidráulicos, de 1977 a 1978; ese mismo año es nombrado Subdirector del Instituto de Geografía y Estadística de la U de G. En 1980 estudia un posgrado en Administración Pública por el Instituto Nacional de Administración Pública (INAP) de España. En 1981 obtiene una beca de la Secretaría de Programación y Presupuesto para realizar estudios sobre desarrollo regional en España, Inglaterra y Holanda. A su regreso a México, ingresó a trabajar como catedrático del Instituto de Investigaciones Dr. José María Luis Mora, en la maestría de Historia de América, impartiendo la materia de Historia Económica.

### Inicios en carrera política y servicio público
Ingresó a trabajar al Gobierno del Distrito Federal como asesor del Jefe de Gobierno, Ramón Aguirre Velázquez en 1981 y hasta 1982, cuando trabaja como secretario particular del Oficial Mayor del mismo GDF. Entre 1984 y 1988 trabajó para la empresa paraestatal Tabacos Mexicanos, ocupando el puesto de Gerente Regional de Administración y Finanzas en Nayarit. Durante ese período también fue presidente de la Liga de Economistas Revolucionarios en el Estado de Nayarit, concluyendo su mandato frente a esta dependencia de la CNOP en 1987. En 1989 regresa al Gobierno del Distrito Federal para ser nombrado Director de Caja General y Pagos de la Secretaría General de Planeación y Finanzas, puesto en que se desempeñó durante un año ya que, en 1990, es nombrado Director de Inversiones de Promotora CREMI S.A. de C.V., parte de Banca CREMI.

### Doctorado
En marzo del año 2017; Raúl Mejía obtiene el título de Doctor en Administración Pública, honor otorgado por la Universidad Anáhuac ubicada en la Ciudad de México. Su tesis doctoral se titula "Eficacia y Eficiencia del Gasto Federalizado en México"

## Carrera política en puestos de elección popular y representaciones gremiales

### Presidente Municipal de Tepic
En 1993 gana las elecciones y se convierte en alcalde de Tepic y fue elegido presidente Municipal del XXXIII Ayuntamiento de Tepic. Entre sus obras destacan la remodelación el Centro Histórico, el Parque Ecológico y el Bulevar Colosio. El Presidente Ernesto Zedillo le da un reconocimiento por ser el primer municipio en el país en digitalizar el registro público. 
Al concluir su mandato, entró a trabajar al Gobierno Estatal de Nayarit, durante la administración de Rigoberto Ochoa Zaragoza, como coordinador general de Fortalecimiento Municipal, puesto en el que estaría hasta 1999. Ese mismo año asumió la presidencia del Comité Directivo Estatal del PRI en Nayarit, y también es nombrado diputado local de la XXVI Legislatura de Nayarit por representación proporcional, durante la cual, fue presidente de la Cámara, líder de su fracción parlamentaria, así como Presidente de la Comisión de Hacienda, Presupuesto y Cuenta Pública.

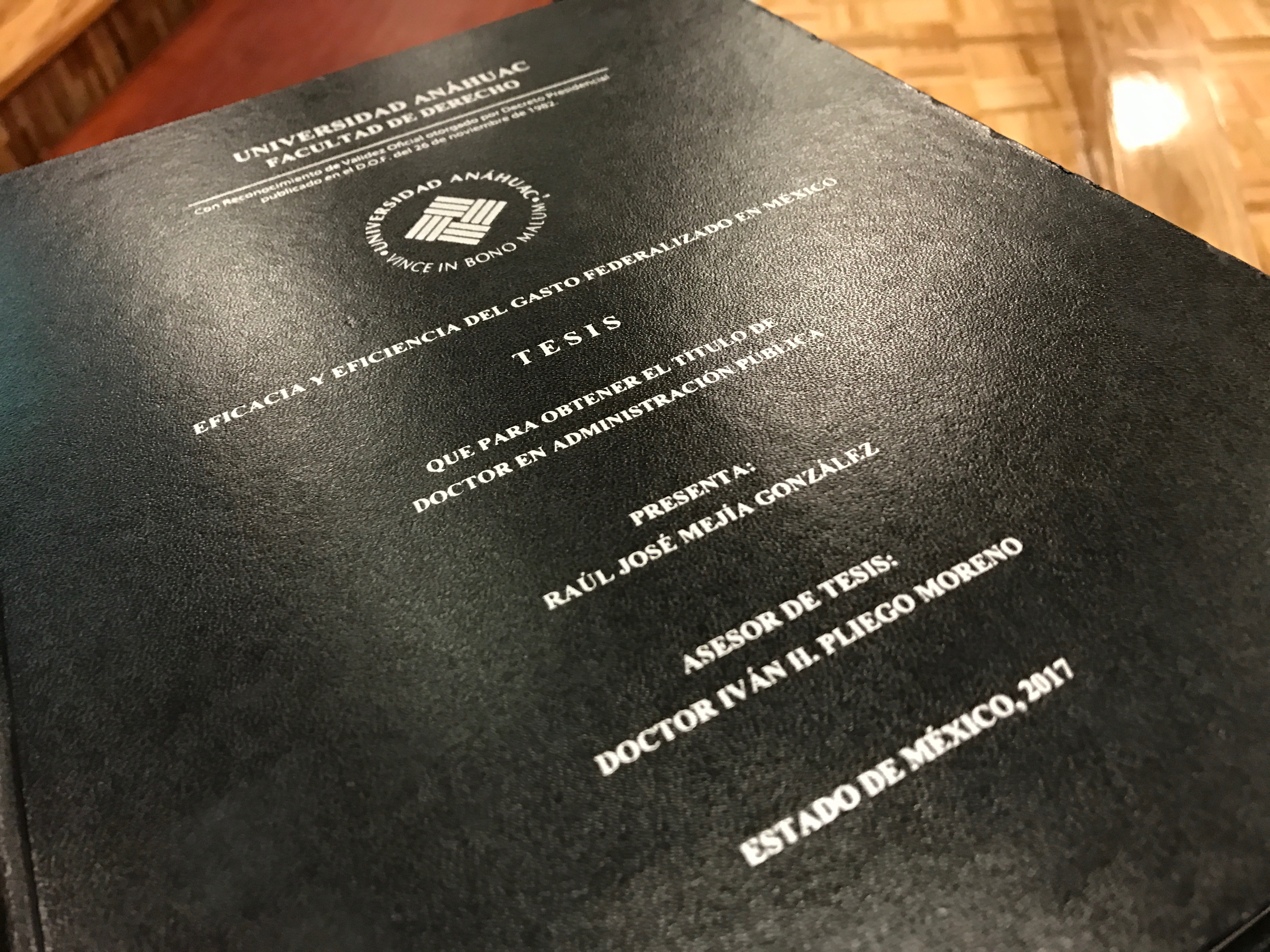

### Diputación Federal
En 2003 se postula como diputado Federal por el Distrito 3 de Nayarit, ganando la elección, convirtiéndose de esa manera en Diputado de la LIX Legislatura del Congreso de la Unión de México para el período 2003 - 2006. Durante dicha legislatura, fue Vicecoordinador de Planeación Estratégica de la Fracción Parlamentaria del PRI; Secretario de la Comisión de Reglamentos y Prácticas Parlamentarias; también fue integrante de la Comisión de Presupuesto y Cuenta Pública de la Comisión de Asuntos Económicos, Deuda Social y Desarrollo Regional del Parlamento Latinoamericano; así mismo, se desempeñó como Presidente de la Tercera Comisión de Hacienda y Crédito Público, Agricultura y Fomento, Comunicaciones y Obras Públicas de la Comisión Permanente. Durante este mismo período, fue nombrado Presidente de la Fundación Colosio en el Estado de Nayarit.

### Senador de la República
Es nombrado Senador de la República para la LX Legislatura del Congreso de la Unión de México para el período 2006 - 2009, y ratificó su puesto para la LXI Legislatura del Congreso de la Unión de México para el período 2009 - 2012. Durante dichos períodos, fue Presidente de la Comisión de Federalismo, Presidente del Comité de Garantía de Acceso y Transparencia de la Información, Secretario de la Comisión de Radio, Televisión y Cinematografía, Secretario de la Comisión de Trabajo, así como Vicecoordinador del Grupo de Trabajo sobre Federalismo de la Comisión Ejecutiva de Negociación y Construcción de Acuerdos del Congreso de la Unión; también fue integrante de las siguientes comisiones:
- Comisión de Energía.
- Comisión de Hacienda y Crédito Público.
- Comisión de Medio Ambiente, Recursos Naturales y Pesca.

Durante esta su paso por el senado presentó más de 220 iniciativas y proposiciones con punto de acuerdo. Dentro de dichas acciones, logró hacer efectivos los apoyos ofrecidos por la Federación a los agricultores del sector tabacalero de Nayarit. Su trabajo dentro de la Comisión de Radio, Televisión y Cinematografía se enfocó en fortalecer los órganos reguladores para poner orden en la economía y evitar prácticas monopólicas en dicho sector. En cuanto al turismo, trató de que la isla Mexcaltitán fuera incluida nuevamente dentro del Programa Pueblos Mágicos de la Secretaría de Turismo, la cual había sido retirada del mismo en el año de 2009. 
Como senador de la república, en diciembre del 2007, presentó ante el pleno de la Cámara de Senadores la iniciativa con proyecto de decreto para reformar la fracción II del artículo 3o de la Ley del Sistema de Horarios de los Estados Unidos Mexicanos. El 21 de enero de 2009, la entonces senadora de Jalisco Eva Contreras Sandoval presentó en sesión ordinaria de la Comisión Permanente la misma iniciativa, misma que fue aprobada el 10 de diciembre expidiéndose dicho decreto el 24 de diciembre del 2010 por el presidente Felipe Calderón Hinojosa.

## Otros puestos
Durante los períodos que fungió como senador de la República, también fue nombrado Delegado del CEN del PRI en el Estado de Jalisco de 2008 a 2010, así como Delegado del CEN del PRI en el Estado de Sinaloa de 2012 a 2013. Presidente de la Liga de Economistas Revolucionario de 2010 al 2016.